# Adrià (poeta)
Adrià (en llatí Adrianus, en grec antic Ἀδριανός) fou un poeta grec que va escriure un poema èpic sobre Alexandre el Gran.
D'aquest poema, Esteve de Bizanci menciona el setè llibre, però només se'n conserva un fragment d'una sola línia. Portava per títol Ἀλεξανδριάς ("Alexandriás"). L'enciclopedia Suides esmenta altres obres, entre elles Ἀλεξανδριάς, que per error atribueix a un Arrianus, quan en realitat corresponen a aquest Adrianus.